# 米哈伊利夫卡 (海尼切斯克區)
46°35′11″N 34°33′51″E / 46.58639°N 34.56417°E
米哈伊利夫卡（烏克蘭語：Михайлівка）是位於烏克蘭南部的村莊，由赫爾松州海尼切斯克區的伊萬尼夫卡市鎮負責管轄。該村始建於1911年，面積0.06平方公里，海拔高度35米，2001年人口76，人口密度每平方公里1,266.7人。